# خدمة تطبيق كلية الطب البيطري
خدمة تطبيق كلية الطب البيطري (بالإنجليزية: Veterinary Medical College Application Service)‏ هي خدمة تطبيقية مركزية للطلاب المتقدمين لمدرسة الطب البيطري. تم تأسيسها من قبل جمعية كليات الطب البيطري الأمريكية عام 1995، خدمة تطبيق كلية الطب البيطري تعالج تطبيقات معظم المدارس البيطرية في الولايات المتحدة فضلا عن كندا والمملكة المتحدة ونيوزيلندا وأستراليا.